# ワールブルク効果 (植物生理学)
ワールブルク効果（ワールブルクこうか、英: Warburg effect）とは、植物生理学の分野での生化学的現象である。名称はノーベル賞受賞者であるオットー・ワールブルクによる。
ワールブルク効果は高酸素濃度による光合成の低下である。酸素は、RubisCOによって開始される二酸化炭素固定の競合的阻害剤である。さらに、酸素は光合成の出力を低下させる光呼吸を刺激する。共に働くこれら2つのメカニズムがワールブルク効果の原因である。